# Coccymys
A Coccymys az emlősök (Mammalia) osztályának a rágcsálók (Rodentia) rendjébe, ezen belül az egérfélék (Muridae) családjába tartozó nem.

## Rendszerezés
A nembe az alábbi 4 faj tartozik:
- Coccymys albidens Tate, 1951
- Coccymys kirrhos Musser & Lunde, 2009[1]
- Coccymys ruemmleri Tate & Archbold, 1941 – típusfaj
- Coccymys shawmayeri Musser & Lunde, 2009[1]